# Knipared
Knipared är ett bostadsområde i stadsdelsnämndsområdet Angered, i nordöstra delen av Göteborgs kommun. Knipared ligger söder om Lärjeån och länsväg 190 och har i öster Björsared som granne. Tjärnen Tyrsjön ligger invid Knipared. Genom orten löper Björsaredsvägen och Lilla Björsaredsvägen som förbinder orten med Björsared. Vägarna hette tidigare Mossebergsvägen och Lilla Mossebergsvägen.